# Mama Omida
Mama Omida (n. 22 decembrie 1940 – d. 1995) a fost o vrăjitoare, ghicitoare și descântătoare autodeclarată din România. Printre clienții ei s-au numărat avocatul Guță Vernescu, Doina Badea, Ion Popescu Gopo, Toma Caragiu, Elena Ceaușescu, Dana Deac, Mihai Tatulici.
Clarvăzătoare de etnie romă din România, considerată de mulți drept cea mai influentă prezicătoare din istoria recentă a Europei de Est, numele ei a devenit proverbial în cultura română, expresia „Ce, ești Mama Omida?” fiind frecvent utilizată atunci când cineva pare să prevadă viitorul.
A avut șapte frați și surori (un frate și șase surori), toți decedați. Mama Omida a avut cinci copii: Motoi Octavian (autorul cărții "Mama Omida – Legendă și realitate"), Motoi Viorel, Motoi Florin (activist politic rom), Motoi Bogdan și Rodica Gheorghe, care se declară unica urmașă a Mamei Omida . Familia este astăzi numeroasă, cu 25 de nepoți.
Numele ei, Mama Omida, a devenit sinonim cu o persoană care știe tot, având puterea de a prezice viitorul. Ca mijloc de îmbunătățire a reputației, multe vrăjitoare și ghicitoare se revendică drept rude ale Mamei Omida.
Recunoscută pentru harul său autentic, Mama Omida a fost vizitată de personalități marcante ale lumii românești, printre care Elena Ceaușescu (pentru care a fost consilier spiritual), Dana Deac și Mihai Tatulici (care au contribuit la prima apariție media semnificativă, în 1992), Prințesa Margareta (căreia i-a prezis căsătoria cu Radu Duda), Toma Caragiu și Nichita Stănescu, care au cunoscut-o în Gara din Ploiești în 1984, primind o prezicere despre căsătorie. Paul Everac i-a oferit o colecție literară rară drept semn de respect.
A fost, de asemenea, căutată de figuri controversate precum Bahus (falsificator celebru de vin) și avocatul Guță Vernescu. Alte personalități care i-au călcat pragul includ pe Doina Badea, Ion Popescu Gopo și membri ai presei române din diaspora.
Recunoașterea internațională a venit odată cu documentarul Gypsy Witch realizat de regizorul Liviu Tipuriță pentru BBC World și difuzat împreună cu Al Jazeera în 2006. Acesta conține interviuri cu Rodica Gheorghe și Viorel Motoi și include imagini de arhivă filmate la mormântul Mamei Omida. Articole dedicate ei au fost publicate în presa internațională, inclusiv în comunitățile rome din New York prin intermediul publicației Drumuri Europene.

Deși era nomadă și cu un grad educațional redus, Mama Omida impresiona prin inteligență nativă și intuiție profundă. A lăsat în urmă o moștenire spirituală puternică, dusă mai departe de fiica sa, Rodica Gheorghe. Fotografiile din arhiva familială și coperta cărții biografice sunt disponibile public pe Wikimedia Commons sub licență liberă.
Mama Omida a devenit o figură de referință pentru spiritualitatea romă și clarviziune în Europa de Est. Astăzi, este considerata o legendă vie a culturii populare românești.